# José Luis Romanillos Vega
José Luis Romanillos Vega (Madrid, 17 de junio de 1932 - Sigüenza, Guadalajara, 11 de febrero de 2022) fue un lutier español de reconocido prestigio internacional.

## Biografía
Nació en Madrid (1932) en el seno de una familia humilde procedente de las poblaciones guadalajareñas de Madrigal y de Tordelrábano. A los trece años entró como aprendiz en la ebanistería madrileña de Muebles Caballero, donde aprendió a conocer las técnicas básicas para trabajar los distintos tipos de madera. 
Cuando contaba con veinticuatro años se traslada a Inglaterra (1956) para aprender inglés. Trabaja como enfermero en un centro de Psiquiatría, y posteriormente en una ebanistería. En 1959 se casó con Marian Harris Winspear. El matrimonio tuvo tres hijos: José Luis, Ignacio y Liam. 
En 1961 construyó su primera guitarra para tocar flamenco, a la que llamó Toribia, en recuerdo de su madre. Poco después continuó construyendo artesanalmente más guitarras que vendía en el mercado local. En 1970 conoció al lutier y guitarrista Julian Bream, que le ofreció poder instalar un taller en la granja de su propiedad en la localidad inglesa de Semley. El taller adquiere fama y sus instrumentos son valorados por su belleza y calidad acústica.
En 1995 se jubila como guitarrero, dejando su taller inglés en manos de su hijo Liam, continuador de la tradición violera familiar. José Luis y Marian deciden regresar a España y se instalan en la pedaníaSiguenzaGuijosa,  próxima a Siguenza, donde desarrolló su última etapa profesional.

## Aportaciones
Ofreció conferencias y seminarios sobre la organología del instrumento, y sobre la historia y el desarrollo de la vihuela y la guitarra española. Fue miembro del Crafts Council of Great Britain (Consejo Asesor de Artesanía de Gran Bretaña).

### Investigación y publicaciones
Conjugó su labor de lutier con la investigación instrumental, a través de la cual contribuyó a la difusión y reconocimiento de la labor de los violeros españoles. Publicó tres libros, en colaboración de su esposa Marian Harris:
- Antonio de Torres su vida y su obra, Instituto de Estudios Almerienses (Almería, 1983). Prólogo de Julian Bream. Traducida a seis idiomas: inglés, italiano, japonés, alemán, español y chino.
- The Vihuela de mano and the Spanish guitar: A Dictionary of the Makers of Plucked and Bowed Musical Instruments of Spain (1200-2002), The Sanguino Press, (Guijosa, 2002).
- Making a Spanish Guitar, Romanillos, 2013.

## Distinciones
- Doctor honoris causa por la Universidad de Alicante (30 de junio de 2014).
- Hijo Predilecto de Almería (13 de junio de 2017)
- Placa Al mérito regional de Castilla-La Mancha (31 de mayo del 2019).
- Hijo Adoptivo de la ciudad de Sigüenza (8 de agosto de 2020).[6]

## Bibliogrfaía
- Antoni Mir y Trinidad Solascasas: José Luis Romanillos, Marian Harris Winspear & la guitarra española, 2008.